# Maredsous (Käse)
Maredsous ist ein Schnittkäse aus Kuhmilch mit einem Fettgehalt von 45 %.
Der Name des Maredsous stammt vom gleichnamigen Benediktinerkloster Maredsous in Anhée bei Namur (Belgien). Das Kloster gründeten 1872 Mönche aus der Erzabtei Beuron bei Sigmaringen in Baden-Württemberg.

## Geschichte
Seit 1953 wird der Käse hergestellt. Inspiriert wurden die Mönche vom französischen Käse Port-Salut aus dem Kloster Entrammes, Frankreich. Die Herstellung überließ man 1959 einer Milchkooperative unter Führung des Klosters, da die Absatzmenge die Fabrikationskapazität der Klostermönche überstieg. Die französische Gruppe BEL übernahm 1990 die Genossenschaft.

## Herstellung
Aus 10 Liter Kuhmilch entsteht ein vorgepresster Käselaib von 1 kg. Dieser Rohling wird im Keller der Abtei gelagert. Die Umgebungsbedingungen im Keller betragen konstant 12 °C bei einer Luftfeuchtigkeit von 95 %. Die bei diesen Bedingungen entstandene Kellerflora bewirkt die Reifung des Käses in 22 Tagen. Alle zwei Tage werden die Käselaibe gewaschen. Ein Mitarbeiter schafft dabei ca. 3500 Laibe pro Tag.